# ひがわり娘
『ひがわり娘』（ひがわりむすめ）は小坂俊史の4コマ漫画作品。「まんがタイムオリジナル」（芳文社）で、1999年6月号から2006年12月号にかけて連載されていた。また、一部は「まんがタイムダッシュ!」でも掲載されていた。
後に、同誌2008年7月号より2010年2月号まで登場人物を同じくする作品『ささきまみれ』が連載された。この『ささきまみれ』についても本項で扱う。

## 作品について
主人公の笹木まみとその友人飯田ナツコ、中尾みちえを中心キャラクターとした、1話完結型のシチュエーション・コメディ。タイトルは伊藤咲子の楽曲『ひまわり娘』のパロディ。
3人は標準時の設定では20代前半のフリーターであるが、ある時は小学生、またある時はOL、またある時は雪山で遭難したりするなど、職業や年齢などの設定やシチュエーションが毎回異なる。サブキャラクターは設定によって役割が変わっており、スター・システムの要素がある。設定は毎回変わるが、笹木まみが失敗を繰り返すヘタレであることだけは変わらない。
なお、続編の『ささきまみれ』は『ひがわり娘』標準時の設定に固定されている。

## 主な登場人物
笹木 まみ（ささき まみ）
愛称はササ（飯田からの呼び方）、ササちゃん（みっちゃんからの呼び方）。
年齢は22-24歳くらいのフリーター。5月29日生まれのO型。
髪は常にバレッタで束ねている。バレッタは（時期は不明だが）修学旅行で買ったという京都の老舗100円ショップ・豆狸本舗のものを愛用、なぜか異常なまでにそれにこだわっていて（フィット感と手触りがいいらしい）、他のものは絶対に使わない。（実際、1度壊れた時は、髪型を変えこそすれ、姉から同じものが送られてくるまで、決してよそのバレッタを買おうとはしなかった）
成績はよくないようで、英語、生物、世界史すべて7点（本人はスリーセブンと喜んでいた）だったり、数学のテストで10点という散々な成績を残した。卒業も何度となく再試験を受けてのギリギリだった。
クジ運が良く、宝くじで30万円を当てたことがある。
一度、冬眠しようとしたが失敗した。
中学2年の時、家出をして親から自衛隊に捜索願が出された。
物怖じしない。夜の墓場で墓前にある（しかも何日も炎天下に晒された）お供え物を食べようとしたり、幼児の時はゲジゲジを平気で掴んだことがある。
誕生日の夜にベランダから落ちてしまい入院した。
作中何度か陸上部であった描写が出てくる。陸上部では円盤投の選手だった。
かなりの田舎である地元から専門学校進学のために上京したが、落ちこぼれてフリーター生活に突入する。飯田、みっちゃんは地元からともに上京した親友である。
タイムマシーンで1980年にタイムスリップし、独身時代の飯田の母（旧姓・宍戸）に会ったことがある。
飯田 ナツコ（いいだ なつこ）
愛称はそのまま飯田。
2月5日生のA型。ツッコミ役。二重まぶたが特徴。
女優になるのが夢で劇団に所属している。
幼児の時に笹木が嗾けた猫に顔を引っ掻かれ、それ以来猫は苦手。
メイン3人の中で唯一、母親（美里、39歳）が登場、顔が判明している。（ただし、娘の中学時代と本人の独身時代）
笹木に早生まれということでバカにされたことがある。
それ以外でも大喧嘩の末に絶交するも中尾の仲裁で和解する、といったことが２度ある。
友人間では男っぽい言葉遣いで話す。
作中で和服を着たことが2度ある。
男にはそこそこもてるが、あまり長続きはしない。別れ際に催涙ガスをばらまかれたことがある。初恋は中2の時だった。
ほぼ全ての話に登場。出なかったのは「その5」のみ。また、「その3」のみ、登場1コマでセリフ無しという、モブ並みの扱いになっていた。
中尾 みちえ（なかお みちえ）/ 七尾 みちえ（ななお みちえ）
愛称はみっちゃん。
12月18日生のA型。見守り役。線目。
そば屋の一人娘でそば屋でバイト中。夢は日本一のそば屋になること。
優しい性格で、病気になった笹木の看病をしたり、笹木と飯田の大喧嘩の仲裁に入ったり、お金が無くて帰れない笹木にお金を恵んだことがある。ただし、怒ると飯田より怖い。
飯田がいない時はツッコミ役に回る。
ほとんどの話に3人揃って話に登場するのだが、飯田と比べると、出番もセリフも少なめ。「その44」と「その80」のみ、彼女だけ登場1コマ（前者は1コマと顔半分）でセリフ無しという、モブ並みの扱いになっていた。
「その1」のみ、髪型が少し違っていた。
基本、飯田と彼女は、どんな話でも笹木と繋がりがある（友人、同僚）のだが、「その5」の彼女のみ、他人扱いだった。
なお、作者本人のこだわりから「ささきまみれ」では『七尾みちえ（ななお みちえ）』に改名されている（「ささき」「いいだ」に合わせたとのこと）。
柴崎 順三（しばさき じゅんぞう）
54歳。乙女座。サブキャラクターの中で最も出番が多い。
笹木の担任教師、大家、会社社長、コーチといった役から通行人の役まで幅広く演じている。
木村 めぐみ（きむら めぐみ）
23歳。世話好きで保母さんやバスガイド、教師、秘書として出演した。
保母さんの時は、笹木のにんじん嫌いを無くす為に「チョコにんじん」を作ったが失敗し、自分がにんじん嫌いになった。
ひがわり娘ではサブキャラクターだったが、後作品の幼稚の園では主人公の一条ルルの保母としてメインキャラクターに昇格した。
笹木 あい（ささき あい）
主人公・笹木まみの姉。25歳。
懸賞マニア。現在、妹とは生き別れの状態にあるらしく、笹木は時々雑誌の懸賞欄をチェックして、消息を確かめているようである。
妹とは異なり、異性関係はかなり派手な様子で、作中では「妹に輪をかけたロクデナシ」と評されている。
姉妹ということで、容姿はバレッタを外して髪を下ろした笹木まみによく似ているらしく、バレッタが壊れて髪を下ろしたまみが彼女と間違えられて、恨んでいる男やよりを戻そうとする男に絡まれたことがあるほど。現在の相手を含めて結婚は４回。
そのバレッタをちょうどいいタイミングでプレゼントする、いいところもあるが、自分の分も買ってお揃いにした（しかもわざわざ手紙を添えて伝えてきた）ため、必ずしも感謝されなかった。
実は娘（笹木メイ、3歳）がいる。娘には、自分のことをマミイと呼ばせ、妹は「死んだ」と言い聞かせていた。娘の反応から、胸は妹より大きいらしい。彼女は「しばらく頼む」旨のあいの手紙持参でまみの家に転がり込んだが、実は友達との（母親をも巻き込んだ）壮大な「おままごと」だった。
笹木 メモ（ささき めも）
笹木まみの娘。
まんがタイムオリジナル2006年8月号の、創刊24周年記念特別企画「2030年未来予想図」にて特別出演。
2030年の時点で、中学5年生（つまり高校2年だが、作者は、2030年ころに教育制度が変わり、中学校の在学年数が伸びたと仮定しているのだと思われる）。
その企画には、飯田の娘と思われる同級生も出演したが、名前は明かされていない。
佐々木 麻美（ささき まみ）
「ささきまみれ」から登場。小坂作品における「登場位置固定キャラクター」にあたり、笹木の隣の部屋に引っ越してきた異字同音の人。「登場」とはいうものの、その姿を作中で見せることなく再び引っ越してしまった。
その後、最終ページ右側の位置固定ネタは「隣の空き部屋」の回と「姿を見せない隣の新しい住人」の回があった。

## 備考
笹木まみの名前「まみ」は、色々な姿にコロコロ変わるというイメージから、「狸」の異称である「まみ（猯）」に由来している。そのため、この作品の固有名詞には「狸穴」「コダヌキ食品」「ラクーンドッグス」など、「狸」に関連する言葉が使われていることが多い。

## これまで笹木が経験した職業
幼稚園児、小学生、中学生、高校生、大学生、マラソン選手、お笑い芸人、気象予報士、女子プロ野球選手、農家、小説家、うどん屋経営、魔女、寿司職人、郵便局員、劇団員、教師、爆発物処理班、OL、通訳、ストリートミュージシャン、新聞記者、似顔絵屋、競泳選手、発掘調査員、フライトアテンダント、陶芸家、社長秘書、女子サッカー選手etc.

## 雑誌情報
単行本 - 芳文社より「まんがタイムコミックス」として全5巻が刊行されている。
- 第1巻 ISBN 4-8322-6230-0
- 第2巻 ISBN 4-8322-6271-8
- 第3巻 ISBN 4-8322-6323-4
- 第4巻 ISBN 4-8322-6416-8
- 第5巻 ISBN 4-8322-6520-2

なお、『ささきまみれ』の単行本化はされていない。